# Luise Harkort
Luise Auguste Harkort (* 29. März 1886 in New York; † 21. Juli 1966 in Nürnberg) war eine deutsche Keramikerin. Sie entwarf in den 1920er Jahren zahlreiche Gefäße und Dekore, die in den Steingutfabriken Velten-Vordamm hergestellt wurden, deren Gründer ihr Mann Hermann Harkort (1881–1970) war.

## Leben und Werk
Luise Laporte wurde als Tochter von Georg und Adele Laporte 1886 in New York geboren. Am 21. April 1908 heiratete sie den Unternehmer Hermann Harkort. Das Ehepaar hatte vier Kinder: Hans-Joachim (* 1910), Dietrich (* 1912), Brigitte (* 1915) und Günther (* 1919).
Anfang der 1920er Jahre begann Luise Harkort mit ihrer künstlerischen Tätigkeit für die Steingutfabriken Velten-Vordamm, die ihr Mann 1908 übernommen und nach 1919 auf die Produktion von Gefäßkeramik umgestellt hatte. Zunächst entwarf sie mit leuchtenden Schmelzglasuren überzogene Blumen und Blätterstillleben aus Ton, die von den Fayencen des 18. Jahrhunderts beeinflusst waren. Nach der Einrichtung einer Künstlerwerkstatt wurden in Velten Einzelstücke in der Fayence-Technik gefertigt. Luise Harkort schuf zahlreiche Services, Vasen, Schalen, Dosen und Schreibtischgarnituren, die sie in Dekor und Form frei variierte.
Luise Harkort war Mitglied im Deutschen Werkbund. Durch die Zusammenarbeit mit dem am Bauhaus und an der Keramischen Werkstatt des Staatlichen Bauhauses in Dornburg ausgebildeten Theodor Bogler entwickelte sie ab Mitte der 1920er Jahre eine geometrische Formensprache in ihren Keramikformen und -dekoren. Bogler hatte 1925 in Velten die Leitung der Künstlerwerkstatt übernommen und gestaltete gemeinsam mit Luise Harkort zahlreiche Gefäße. Neben ihr arbeiteten Else Dörr, Antonie Mutter und Walter Stock in der Abteilung für künstlerische Keramik in Velten. Die Erzeugnisse des Unternehmens wurden in Deutschland und im Ausland, insbesondere in den Vereinigten Staaten vertrieben.
In Folge der Weltwirtschaftskrise musste das Unternehmen 1931 den Betrieb einstellen, und Luise Harkort beendete ihre künstlerische Laufbahn. In den 1930er Jahren arbeitete sie gemeinsam mit ihrem Ehemann in der Firma Dr. Heinrich Göckel in Berlin, die chemische Apparate herstellte. Nach dem Zweiten Weltkrieg eröffnete sie 1948 in Berlin-Wannsee ein Unternehmen für wissenschaftliche und medizinische Laborausrüstungen.
Luise Harkort starb am 21. Juli 1966 in Nürnberg.
Die Arbeiten von Luise Harkort, insbesondere die Gefäße mit geometrischen Dekoren, werden in zahlreichen Kunst- und Designmuseen, unter anderem im Bröhan-Museum in Berlin, im Royal Ontario Museum, oder im Museum of Fine Arts in Boston gezeigt.